# Noyes Barber
Noyes Barber (* 28. April 1781 in Groton, Connecticut; † 3. Januar 1844 ebenda) war ein US-amerikanischer Politiker. Zwischen 1821 und 1835 vertrat er den Bundesstaat Connecticut im US-Repräsentantenhaus.

## Werdegang
Noyes Barber besuchte die öffentlichen Schulen seiner Heimat und wurde danach im Handel tätig. Während des Britisch-Amerikanischen Krieges von 1812 war er als Major in einem Regiment aus Connecticut mit der Küstenverteidigung während der britischen Blockade beauftragt. Politisch war er damals Mitglied der von Präsident Thomas Jefferson gegründeten Demokratisch-Republikanischen Partei. Im Jahr 1818 wurde er in das Repräsentantenhaus von Connecticut gewählt.
Bei den Kongresswahlen des Jahres 1820, die in Connecticut staatsweit abgehalten wurden, wurde Barber in das US-Repräsentantenhaus in Washington, D.C. gewählt. Nach sechs Wiederwahlen konnte er zwischen dem 4. März 1821 und dem 3. März 1835 sieben Legislaturperioden im Kongress absolvieren. Nach der Auflösung seiner Partei Mitte der 1820er Jahre wurde Barber ein Gegner der von Andrew Jackson gegründeten Demokratischen Partei und schloss sich der Opposition unter der Führung von John Quincy Adams und Henry Clay an. Konsequenterweise wurde er in den 1830er Jahren Mitglied der damals neugegründeten Whig Party, deren regionale Parteitage er ab 1836 bis zu seinem Tod als Delegierter besuchte. In seiner Zeit als Parlamentarier erlebte er den turbulenten Präsidentschaftswahlkampf des Jahres 1824, der im Kongress entschieden wurde, und die Diskussion um das 1828 erlassene neue Einfuhrzollgesetz, das dann unter Präsident Jackson zur Nullifikationskrise mit dem Staat South Carolina führte. Auch die Bankenpolitik Jacksons war Gegenstand heftigster Diskussionen in beiden Häusern des Kongresses.
Nachdem er bei den Kongresswahlen des Jahres 1834 nicht bestätigt worden war, widmete sich Barber wieder seinen geschäftlichen Aktivitäten im Handel. Auf lokaler Ebene blieb er weiterhin als Mitglied der Whigs aktiv. Noyes Barber starb Anfang Januar 1844 in seinem Geburtsort Groton.